# Venner for altid
Venner for altid er en dansk film fra 1987.
Filmens hovedperson er 16-årige Kristian, der som 'ny dreng i klassen' og skal finde sig til rette. Desuden følges klassens reaktion på, at hans klassekammerat senere springer ud som homoseksuel. Manuskript af Stefan (Christian) Henszelman (1960-1991) og Alexander Kørschen.

## Medvirkende
- Claus Bender Mortensen
- Christine Skou
- Lill Lindfors
- Rita Angela
- Morten Stig Christensen
- Hans Henrik Voetmann